# Fleshkiller
Fleshkiller ist eine norwegische progressive Death- und Thrash-Metal-Band aus Bekkestua, die 2013 gegründet wurde. Die Texte der Gruppe sind christlich geprägt.

## Geschichte
Nachdem die Gruppe Extol 2013 ihr bisher letztes Album veröffentlicht hatte, entschied sich der Gitarrist und Sänger Ole Børud zur Gründung von Fleshkiller. Ergänzt wurde die Besetzung durch den Sänger Peter Dalbakk, den Bassisten Ole Vistnes und den Schlagzeuger Andreas Skorpe Sjøen. Von Ende 2015 bis Anfang 2017 wurde das Debütalbum Awaken an verschiedenen Orten weltweit aufgenommen und abgemischt. Im Januar 2017 wurde laut, dass Dalbakk durch den Gitarristen und Sänger Elisha Mullins ersetzt wurde. Im Juni 2017 wurde die Vertragsunterzeichnung bei Facedown Records zur Veröffentlichung des Albums in den USA und Kanada sowie bei Indie Recordings für außerhalb Nordamerikas verkündet. Das Album erschien im September des Jahres. Es war von dem War-of-Ages- und Hope-for-the-Dying-Gitarristen Jack Daniels abgemischt worden.

## Stil
Laut Patrick Schmidt vom Rock Hard ist Awaken für Fans von progressivem Thrash- und Death-Metal geeignet. Im Interview mit ihm gab Ole Børud klassische Thrash- und Death-Metal-Bands wie Death, Sepultura, Pestilence, Believer und Kreator als Inspiration an, wobei er diese Einflüsse durch einen progressiven Ansatz verbinde. Einflüsse gebe es aber auch seitens Bands wie Steely Dan. In seinen Texten behandele er alltägliche Dinge auf der Grundlage seines christlichen Glaubens. Dominik Rothe von Metal.de schrieb zu Awaken, dass hierauf „eine beeindruckende Mischung aus hartem Death Metal mit vielen melodischen Gitarren- und Gesangparts geboten“ wird. Die Musik klinge schon fast wie eine „softere“ Version von schwedischen Melodic-Death-Metal-Bands der Göteborg-Schule wie At the Gates und In Flames. Teilweise drifte die Gruppe schon fast in den Metalcore ab, den Gesang und manche Gitarrenpassagen empfand er als zu melodisch, sodass die Musik schon fast fröhlich klinge. Philip Trapp von hmmagazine.com rezensierte das Album ebenfalls und bezeichnete die Musik als Mischung aus Death- und Thrash-Metal, die zusätzlich mit der Präzision des Progressive Rock kombiniert werde. Die Lieder seien eingängig und schnell gespielt und mit sowohl sonorem Gesang als auch Growling. Die Musik könne man außerdem als Mischung aus The Burials In the Taking of Flesh und Extols selbstbetiteltem Album bezeichnen.

## Diskografie
- 2017: Parallel Kingdom (Single, Eigenveröffentlichung)
- 2017: Warfare (Single, Indie Recordings)
- 2017: Salt of the Earth (Single, Indie Recordings)
- 2017: Awaken (Album, Facedown Records (Nordamerika)/Indie Recordings (International))